# 中須勇雄
中須 勇雄（なかす いさお、1944年 - ）は、日本の農水官僚。水産庁長官、林野庁長官。

## 人物
東京都立大学法学部を卒業し、1967年農林省に入省する。課長補佐を経て、1984年課長となる。各課課長を経て、1992年審議官。畜産局長等を経て、水産庁長官から林野庁長官を歴任し、2001年退官。その後大日本水産会会長や日本食肉協議会会長を歴任。

## 略歴
- 東京都立大学法学部卒業

- 1967年（昭和42年）4月：農林省入省
- 1976年（昭和51年）7月：畜産局食肉鶏卵課課長補佐(総括及び総務班担当)
- 1979年：栃木県農務部農政課長
- 1981年：経済局総務課課長補佐(総括及び総務班担当)
- 1982年：大臣官房総務課広報室長
- 1984年：構造改善局農政部管理課長
- 1987年：水産庁海洋漁業部国際課長
- 1989年：畜産局食肉鶏卵課長
- 1991年：大臣官房文書課長
- 1992年：大臣官房審議官(兼畜産局)[1]
- 経済局統計情報部長
- 食品流通局長
- 畜産局長
- 1998年7月：水産庁長官
- 2001年1月：林野庁長官
- 2001年7月：辞職
- 日本養鶏協会会長
- 2003年：一般社団法人大日本水産会会長（～2009年9月）
- 公益社団法人中央畜産会副会長
- 2014年12月：日本畜産物輸出促進協議会会長[2]
- 公益社団法人日本食肉協議会会長[3]

## 同期
- 熊澤英昭（事務次官）、堤英隆（食糧庁長官）、高木賢（食糧庁長官）ほか。